# Françoise Babou de La Bourdaisière
Françoise Babou de La Bourdaisière, född 1542, död 9 juni 1592 i Issoire, var en fransk hovfunktionär.
Hon var dotter till Jean Babou de La Bourdaisière och Françoise Robertet, gifte sig 1559 med Antoine d'Estrées, och blev mor till Gabrielle d'Estrées. 
Hon växte upp vid hovet som lekkamrat och fille d'honneur (hovfröken) till Maria Stuart och var hovdam (dame d'honneur) åt Maria Stuart när denna var Frankrikes drottning 1559–1561; hon var hovdam åt drottning Louise av Lorraine 1574–1583. 
Françoise Babou var föremål för ett antal skandaler. Hon hade ett öppet utomäktenskapligt förhållande med Louis de Béranger och hade en separat tjänstebostad från sin make vid hovet. Hon och hennes make låg i fejd med drottning Margareta av Valois. 
År 1589 utnämndes hennes dåvarande älskare Yves d'Alègre till guvernör för Issoire i Auvergne, och hon följde honom dit. Han gav henne stort inflytande över provinsens styrelse och hon införde med hans godkännande överflödslagar med dödsstraff. Deras impopulära styre resulterade i att paret år 1592 mördades i ett attentat av en grupp stadsbor som bröt sig in i deras bostad. 